# Miloșești
Miloșești es una comuna ubicada en el distrito de Ialomița, Rumania.

## Superficie
Cuenta con una superficie de 51,80 kilómetros cuadrados.

## Demografía
Hasta 2021 la población era de 2127 habitantes, con una densidad de población de 41,06 habitantes por kilómetro cuadrado.